# Steppjacke

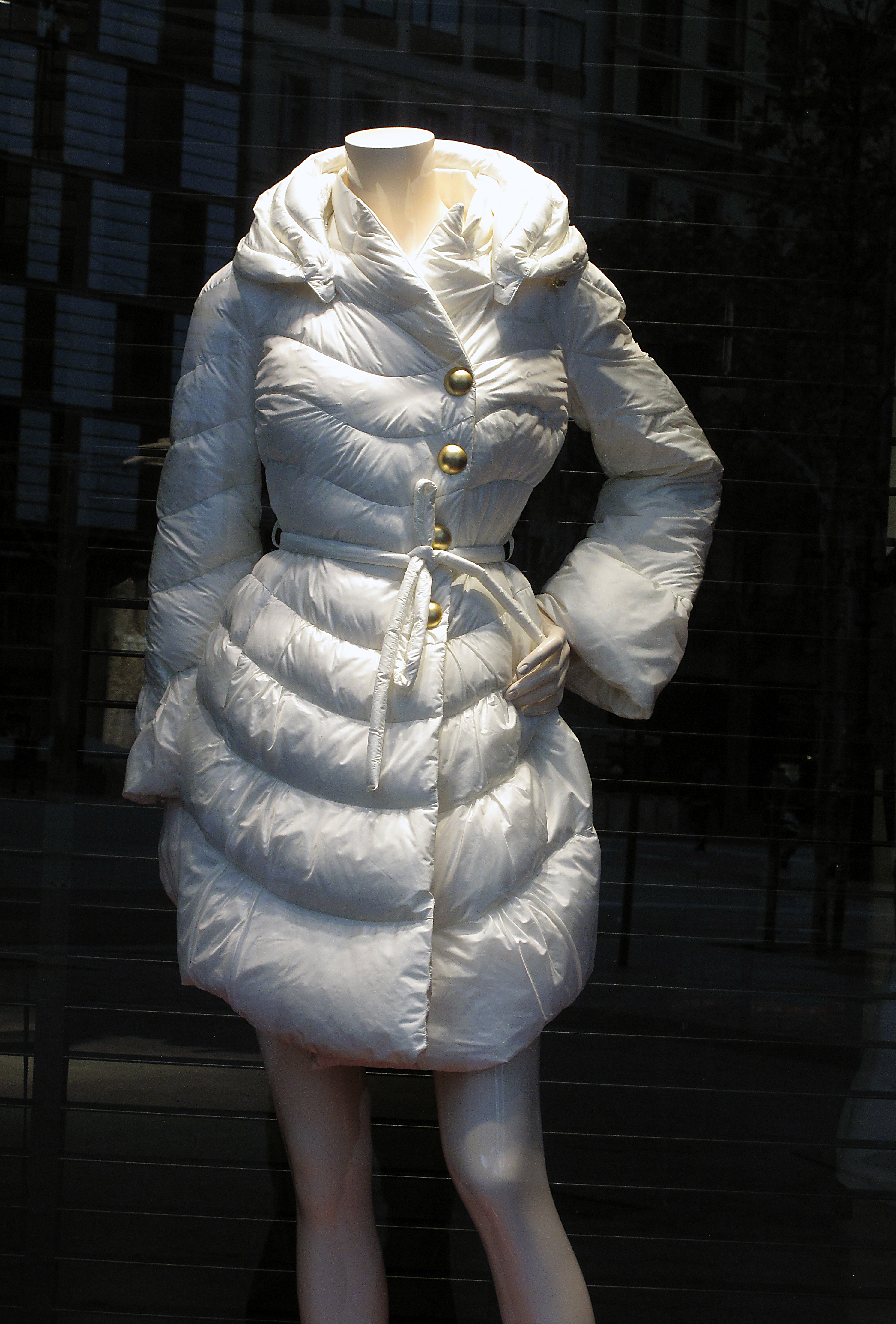
Modische Damensteppjacke (2016)

Eine Steppjacke besteht aus gestepptem oder wattiertem Stoff und dient als modisches Funktionskleidungsstück. Das charakteristische Aussehen liegt in den durch die Steppnähte entstehenden reihen- oder kissenförmigen Segmenten.
Die moderne Steppjacke soll auf den US-Amerikaner Steve Gulyas zurückgehen, der die Jacke als in seiner Zeit als Pilot der US Air Force in den 1950er Jahren als Spezialkleidung für die U. S. Air Force entwickelt hatte. Im Anschluss an seine Militärlaufbahn ließ sich Gulyas im englischen Tostock nieder, wo er die Steppjacke als private Kleidung für die High Society weiterentwickelte. So brachte er unter anderem 1965 die sogenannte „Husky-Jacke“ auf den Markt. Die gesteppte Nylonjacke wurde zu einem Lieblingbekleidungsstück der britischen Royals, die sie als Sportbekleidung nutzten. Die Jacke mit dem Samtkragen, die Königin Elisabeth und die gesamte königliche Familie bei ihren Ausritten immer wieder trugen, wurde eines der Markenzeichen des englischen Stils.